# 白い悪魔
『白い悪魔』 （しろいあくま、The White Devil）は、イギリスの劇作家ジョン・ウェブスター（1580年? - 1634年?）によるイギリス・ルネサンス演劇作品。

## 概要
1612年初頭にアン女王一座のレパートリーとして執筆された。同劇団によってレッド・ブル・シアターで行なわれた初演は興行的に大失敗であったが、ウェブスター自身は冬の最中に知性や感受性の乏しい観客の前で上演したのが悪かったとこぼしている。たしかに複雑で洗練され諷刺に満ちたこの復讐劇は、単純で楽天的な戯曲ばかりを上演していたこの劇団の演目としてはそぐわないものであった。1630年にコックピット・シアターでヘンリエッタ女王一座によって再演されたときには成功を収め、翌1631年には再版が刊行された。
この作品のストーリーは、執筆より30年ほど前となる1585年12月22日にイタリアのパドヴァで起きたヴィットリア・アッコランボーニ殺害事件にもとづいて構想されている。ウェブスターはこのイタリアの道徳的腐敗を象徴する事件を題材とすることにより、同時代のイギリス、とりわけ宮廷の政治的・倫理的退廃を描き出そうという意図を抱いていた。『白い悪魔』という題名は、同時代によく知られていた「白い悪魔は、黒いやつよりなお悪い」という諺を引用したものである。戯曲全体は、自分自身を潔白で純粋な善人と称する人の自己認識と、現実の人となりとがいかにかけ離れているかということをテーマとしている。

## あらすじ
ロドヴィーコ伯爵は放蕩と殺人の咎でローマから追放されていた。伯爵の友人はその判決が撤回されるよう働きかけると約束する。そのころブラキアーノ公爵は、身分は高いが貧しいヴェニスの家庭に生れたヴィットリアに対して激しい愛情を抱いていたが、二人ともすでに結婚している身であった。ヴィットリアの兄でブラキアーノ公爵の秘書でもあるフラミーネオは、自分の立身出世のために妹と公爵を結びつけようと画策していたが、この計画はブラキアーノ公爵の妻イザベラが兄と枢機卿にともなわれて到着したことによって失敗する。イザベラたちはブラキアーノ公爵が浮気をしているという噂を聞きつけて憤慨し、公爵に問い質そうとするが、それよりも早く公爵とフラミーネオはヴィットリアの夫とイザベラを亡き者にするための策を張りめぐらせていた。
ヴィットリアは容疑者となり、具体的な証拠は何ひとつなかったにもかかわらず有罪判決を受け、枢機卿によって改悛した娼婦のための修道院へ入れられる。一方、フラミーネオは狂気を装うことで嫌疑をまぬがれた。ロドヴィーコ伯爵は追放処分を解かれ、ローマへ帰還した。イザベラにひそかな思いを寄せていたロドヴィーコ伯爵は恨みを晴らすことを誓い、イザベラの兄フランシスコも復讐を企てる。ロドヴィーコはヴィットリアに宛てた恋文を書き送り、ブラキアーノの目に入れさせる。これを読んだブラキアーノは嫉妬にかられ、ヴィットリアと駆け落ちしようとする。そのころヴィットリアを修道院送りにした枢機卿は法王に選出され、最初の仕事としてヴィットリアとブラキアーノ公爵を破門した。
結婚してパドヴァに居を構えたヴィットリアのブラキアーノ公爵のもとへ、3人の謎めいた訪問者が公爵に仕えるためにやってくる。これはムーア人に変装したフランシスコと、カプチン修道会士に変装したロドヴィーコとガスパーロ（ヴィットリアの元夫）であり、いずれも復讐のために2人を追ってきたのである。手始めに3人はブラキアーノ公爵を毒殺し、絶命間際の公爵に正体を明かした。ヴィットリアに仕えるムーア人のメイドは、フランシスコの変装を見て同郷の人物と勘違いして恋に落ち、イザベラたちの殺害にフラミーネオが関わっていることを打ち明ける。屋敷を追われたフラミーネオは自分の罪が発覚したことを悟り、ヴィットリアのもとへ行って2人で心中するしかないと説得するが、互いに騙しあっているうちにその機を逃す。ロドヴィーコとガスパーロは2人を殺して復讐劇を終える。